# Etymologicum Magnum

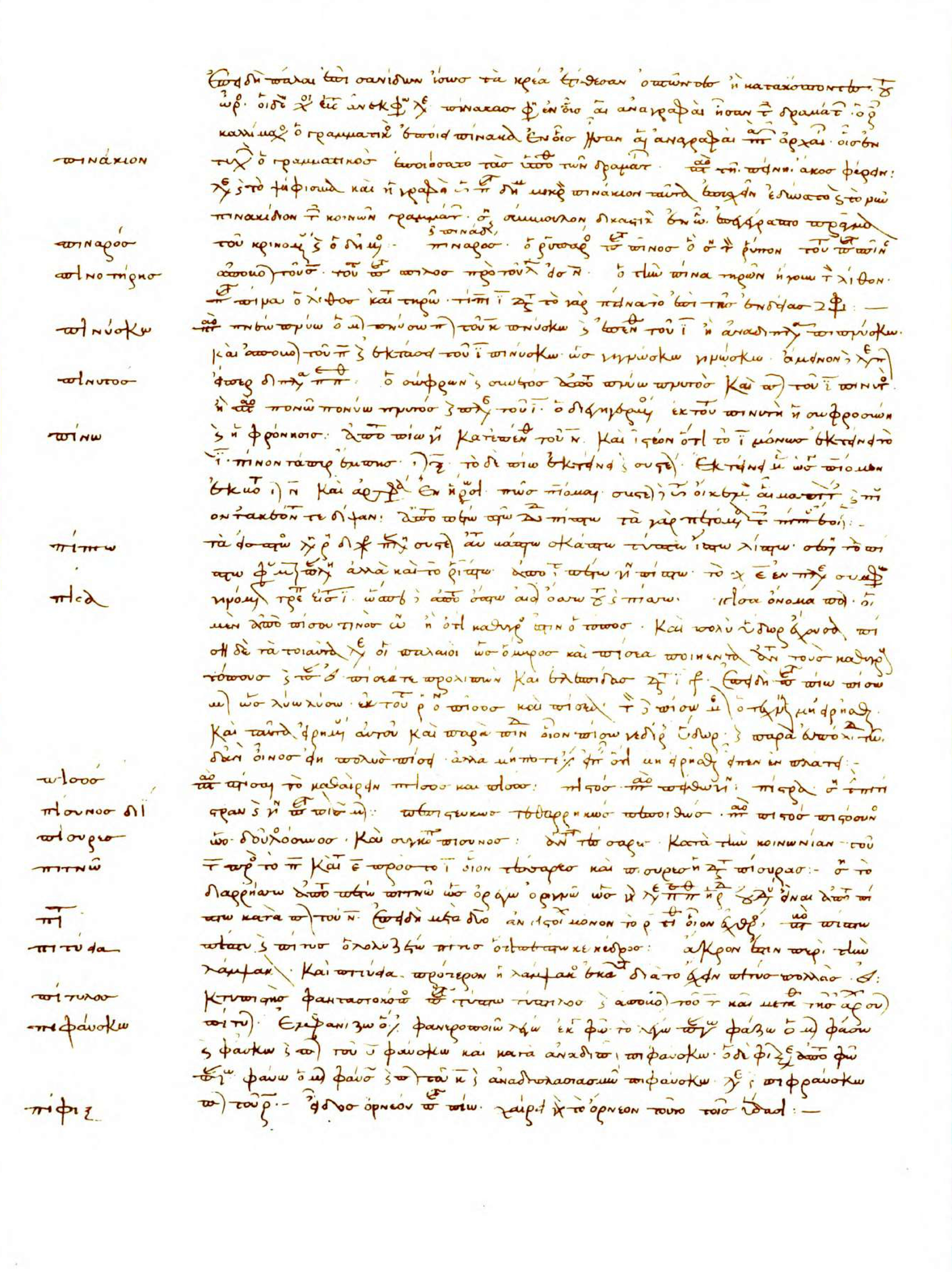
Una pagina dell'edizione del 1499 ripresa dall'edizione di Gaisford del 1848

L'Etymologicum Magnum (in greco antico: Ἐτυμολογικὸν Μέγα?; talvolta abbreviato in EM) è il titolo di un lessico compilato a Costantinopoli da uno sconosciuto lessicografo intorno al 1150.

## Struttura
L'Etymologicum si basa in gran parte su opere lessicografiche e di grammatica e di retorica, in particolare l'Etymologicum Genuinum e l'Etymologicum Gudianum. Tra le altre fonti vi sono: gli Etnica di Stefano di Bisanzio, l'Epitome di Diogeniano, il cosiddetto Lexicon Αἱμωδεῖν, le Ἀπορίαι καὶ λύσεις di Eulogio, gli Epimerismi in Psalmos di Giorgio Cherobosco, l'Etymologicon di Orione di Tebe e una collezione di scoli.
Tuttavia, il compilatore dell'Etymologicum Magnum non può essere considerato un mero copista, quanto, piuttosto, un sapiente "riorganizzatore", in grado di modificare anche le proprie fonti, così da creare un lavoro nuovo e personale.

## Edizioni
L'editio princeps fu pubblicata da Zaccaria Calliergi e da Nikolaos Vlastos sotto la direzione di Anna Notaras a Venezia nel 1499.
La più recente edizione completa dell'Etymologicum Magnum risale al 1848 e venne curata dal grecista Thomas Gaisford. Una nuova edizione a cura di F. Lasserre e N. Livadaras, chiamata Etymologicum Magnum Auctum, ha visto due volumi pubblicati tra gli anni Settanta e Novanta del XX secolo.